# Carlton Cole
Carlton Wanderleyson Erik Cole (12 de octubre de 1983, Fulham, Inglaterra) es un futbolista profesional inglés que juega en el Persib Bandung de la Super Liga de Indonesia en la posición de delantero.

## Carrera
Jugó en las categorías inferiores del Chelsea hasta que ascendió al primer equipo en el 2001.Al no tener un hueco fijo el Chelsea le buscó salidas en formas de cesión a clubes de menor nivel como los Wolves, Charlton Athletic y el Aston Villa.Finalmente volvió al Chelsea FC a la sombra de dos grandes delanteros, como Didier Drogba y Hernán Crespo, que le cerraron todas las puertas a los minutos.A principios de la temporada 2006-2007, el West Ham United lo ficha para jugar en el primer equipo.

## Selección nacional
A pesar de ser de descendientes de Sierra Leona él nació en Inglaterra y quiso jugar con los "pross". Jugó en las categorías inferiores anotando 6 goles en 19 partidos.Fue convocado por primera vez por el combinado absoluto en febrero de 2009, para jugar un amistoso contra España, donde jugó los últimos 15 minutos del partido.

## Clubes
| Club                                  | País           | Año           |
| ------------------------------------- | -------------- | ------------- |
| Chelsea FC                            | Inglaterra     | 2001-2002     |
| Wolverhampton Wanderers F.C. (cedido) | Inglaterra     | 2002-2003     |
| Charlton Athletic (cedido)            | Inglaterra     | 2003-2004     |
| Aston Villa (cedido)                  | Inglaterra     | 2004-2005     |
| Chelsea FC                            | Inglaterra     | 2005-2006     |
| West Ham United                       | Inglaterra     | 2006-2015     |
| Celtic FC                             | Escocia        | 2015-2016     |
| Sacramento Republic FC                | Estados Unidos | 2016          |
| Persib Bandung                        | Indonesia      | 2017-presente |

- Datos: Q158618
- Multimedia: Carlton Cole / Q158618